# Топчидер
Топчидер је парк и градска четврт у Београду. Парк се простире на 111.336 m², у долини Топчидерске реке, и већ 150 година је једно од најомиљенијих излетишта Београђана.

## Порекло назива
Назив Топчидер је оријентализам, преузет из персијског језика, и значи тобџијска долина. Порекло назива је у 15. веку када су овде били размештени артиљеријски логори где су Османлије изливале своје топове. Овде су се налазиле и зграде у поседу београдског паше, а ливаде су коришћене за испашу коња.
У првим деценијама XVIII века, у доба аустријске окупације Београда, у долини Топчидерске реке налазила су се пољска имања аустријских великодостојника, мајури. Ту је подигнута и ловачка кућа принца Александра Виртембершког.
По обнови османске власти, турски господари Београда су одлазили у Топчидер на тефериче и зидали летњиковце за повремени боравак.

## Историјат
У време владавине књаза Милоша Топчидер постаје најзначајније место у околини Београда. Његово прво уређење започело је 1831. године са изградњом резиденцијалног комплекса књаза Милоша Обреновића, сред најширег дела топчидерске долине. Књаз је окупио најбоље сликаре и градитеље који су под надзором главног књажевог градитеља Хаџи Николе Живковића остварили низ објеката који сведоче о постепеном напуштању балканске традиције и окретање модерним европским токовима.

## Стварање парка
У првим деценијама 19. века, овај предео је био пун винограда и летњиковаца имућних људи. На баровитом простору, у трски и рогозу, никао је први парк у Београду. О зачецима парка постоји траг у занимљивом документу — писму од 24. фебруара 1831. године, у коме се, између осталог, каже: „Никаква кола не пуштајте да преко Топчидера иду, да ливаде кваре“.
За уређење парка био је одговоран Атанасије Николић професор математике, „начертанија“ и „земљомерија“ и први ректор Лицеја у Крагујевцу . У тада модерном енглеском стилу он је овде образовао прву парковску површину у Београду са вијугавим стазама, бујним растињем, употребом воде у виду потока и језераца. Временом је парк употпуњен и скулптурама, чесмама и фонтанама. Око Конака књаза Милоша, између 1831. и 1833. посађени су платани који су и до данас сачувани. Као изузетно успело парковско решење Топчидер је послужио као узор за образовање паркова у другим градовима српске државе.

## Споменици културе[7]
На простору резиденцијалног комплекса Обреновића, као најстарије уређене целине Топчидера, налази се 6 споменика културе: Конак кнеза Милоша (културно добро од изузетног значаја), Топчидерска црква, Црквени конак у Топчидеру, скулптура Жетелица, Обелиск и споменик Арчибалду Рајсу.

### Конак кнеза Милоша
Конак кнеза Милоша подигнут је у периоду од 1831—1834. године као његова званична резиденција, према пројекту Јање Михаиловића и Николе Ђорђевића. Надзорник радова био је главни кнежев неимар Хаџи Никола Живковић. Конак је обликован у духу балканске архитектуре, али открива и средњоевропске утицаје.

### Топчидерска црква
Топчидерска црква Светих апостола Петра и Павла грађена је истовремено са конаком, од 1832—1834. године, према пројекту истих аутора, Јање Михаиловића и Николе Ђорђевића. Архитектура цркве открива снажни прелаз са традиционалних градитељских облика на европске архитектонске стандарде.

### Црквени конак у Топчидеру
Црквени конак у Топчидеру подигнут је у периоду од 1830—1832. године у традиционалном духу, као модификовани облик веће шумадијске куће бондручаре са подрумом и приземљем. Овде је било седиште Милентија Павловића (1831-1833) и Петра Јовановића (1833-1859), првих митрополита Кнежевине Србије.

### Скулптура Жетелица
Скулптура Жетелица је једини пример из 19. века украсне парковске скулптуре у Београду. Израдио ју је вајар Фиделис Кимел 1852. године. Жена са житом симбол је плодности, изобиља и рађања новог доба. Скулптура је ливена у Бечу одакле је увезена.

### Обелиск
Обелиск је подигнут у част повратка кнеза Милоша у Србију 1859. године, када је поново успостављена власт Обреновића. Радио га је каменорезац Франц Лоран и један је од најранијих јавних споменика у Београду.

### Споменик Арчибалду Рајсу
Споменик Арчибалду Рајсу је 1931. године израдио Марко Брежанин у знак захвалности швајцарском форензичару и публицисти који се истакао на истраживању злочина над српским становништвом у Првом светском рату.

## Кошутњак
Посебно место у оквиру Топчидера има парк-шума Кошутњак која је у време кнеза Милоша представљала дворско ловиште и узгајалиште срна и кошута. Оно је било окружено дрвено оградом која се одржала 1908. године када је Кошутњак добио статус народног добра а ограда уклоњена. Слободно убијање дивљачи је узроковало истребљење кошутњачке фауне за само неколико година. Главне трасе путева су пробијене већ средином 19. века, док су серпентине просечене и трасиране 1911—1912. године.
У Кошутњаку је 1868. године убијен кнез Михаило, на том месту се налази, попут гроба ограђен простор.

## Топчидер од краја 19. века до данас
Седамдесетих година 19. века на простору Кошутњака настало је Топчидерско гробље.
Топчидерска робијашка колонија и Топчидерска економија су основани 1851, као институције које су се допуњавале - али успех је био слаб, економији је требала државна подршка а робијаши нису преваспитани. Систем је по инерцији трајао до јесени 1868. и епилога убиства кнеза Михајла. Касније је ту био женски затвор.
Крајем 19. века, развој саобраћаја и индустрије имао је своје последице на Топчидерску долину. Пруга нормалног колосека Београд — Ниш прошла је долином 1884. године. Изградњом електричне централе 1892. године омогућено је да Београд добије електрификацију индустријских погона као и увођење електричног трамваја. Године 1894. прорадила је трамвајска линија од Теразија до Топчидера која је служила искључиво рекреативној функцији Топчидера.
Ручни млинови, поточаре и воденице на Топчидерској реци све теже су задовољавале потребе становништва за брашном, па је 1850. године на топчидерском друму изграђен парни млин. На самом ушћу Топчидерске реке, подигнута је 1898. године, фабрика шећера.
Развој стрељаштва и коњичких спортова у Београду везује се за простор Топчидера. Након отварања стрелишта дошло је и до премештања тркалишта са простора код Техничког факултета, на данашњи терен код Цареве ћуприје 1911, где се и данас налази Хиподром.
Након завршетка Првог светског рата на тзв. Рајсовој падини подигнута је и кућа др Арчибалда Рајса према пројекту грађевинара Лазара Лацковића. Једноставна приземница изграђена је по угледу на сеоске куће, док је унутрашњост била уређена у духу Рајсових идеја о српском селу. Објекат је оглашен за споменик културе. Влада је 1923. дала београдским чиновницима део топчидерске економије за подизање чиновничке колоније.
На простору Топчидера подигнут је и дворски комплекс Карађорђевића. Најпре је подигнута зграда Старог двора двадесетих година 20. века, према пројекту архитекте Живојина Николића и његових сарадника Виктора Лукомског, Николе Краснова и Сергеја Смирнова. Средином тридесетих, комплекс је употпуњен зградом Белог двора, архитекте Александра Ђорђевића. Дворски комплекс на Дедињу проглашен је за споменик културе.
Према пројекту руских архитеката Виноградова и Лукомског подигнут је Дом гарде 1925. године, док је Летњи павиљон из 1932. године дело архитекте Драгише Брашована.
На простору на којем је у доба кнеза Милоша био круг касарни, према пројекту архитекте Јосифа Најмана изграђена је 1928–1930. године Зграда Ковнице новца, један од првих модернистички конципираних индустријских објеката код нас. Објекат је проглашен за споменик културе.
Уочи Другог светског рата на највишим котама Кошутњака изграђени су голф терени са зградом голф клуба. На неки начин ово је почетак будућег спортског центра „Кошутњак“, који данас садржи више десетина различитих отворених и затворених спортских терена.
Први покушаји за организовањем смучарских спортова јавили су се такође у Топчидеру и Кошутњаку, непосредно пре Другог светског рата 1936. године, смучарски клуб „Београд“ овде је организовао такмичење. Ловачко стрелиште код Цареве ћуприје, где су се гађали глинени голубови, отворено је 1935. Поред Јахачког клуба "Св. Ђорђе", на имању ковнице новца, клуб чиновника Народне банке је 1939. направио свој спортски павиљон и парк.
У годинама после Другог светског рата на гребену Кошутњака изграђене су Пионирска железница и Пионирски град, док је у продужетку Топчидерског парка, према пројекту архитекте Рајка Татића, подигнута и Летња позорница. Следила је и изградња кампа „Кошутњак“, ски-стазе и Спортско-рекреативног центра „Кошутњак“.
1991-1993. извршена је реконструкције и ревитализације историјског парка Топчидер према пројекту Вере Грбић

## Културно добро
Просторна културно-историјска целина „Топчидер“ је 1987. године утврђена за културно добро од изузетног значаја за Републику Србију (Одлука, „Сл.гласник СРС“ бр.47/87) због посебних природних, естетских, културних и историјских вредности које садржи.

## Птице Топчидерског парка
Стари платани у Топчидерском парку су погодни за гнежђење птица дупљашица као што су чавка, бргљез, велика сеница и чворак, у жбуњу се гнезде мали славуј и црноглава грмуша, а у крошњама дрвећа се гнезде голуб гривнаш, зеба, сива врана, сврака, сојка итд. Дупље у стаблима праве детлићи, од којих се у Топчидерском парку гнезде зелена жуна, велики детлић и средњи детлић. У реци Топчидерки могу да се посматрају патке глуваре са пачићима.
Током зиме се на травњацима окупљају јата обичних галебова, а на обалама Топчидерке се налазе бела плиска, поточна плиска, царић и спрудник пијукавац. Пошто се река зими не леди, оне ту могу да се хране до пролећа, када се враћају на своје територије за гнежђење.

## Галерија
- Парковско уређење
- Парковско уређење
- Платан у парку
- Конак кнеза Милоша
- Црквени конак
- Црква Светог Петра и Павла. Топчидер, Београд
- Споменик Арчибалду Рајсу
- Биста Арчибалда Рајса
- Скулптура „Жетелица
- Детаљи парка
- Детаљи парка